# شمشاد جاوه‌ای
شمشاد جاوه‌ای (نام علمی: Euonymus javanicus) نام یک گونه از سرده گوشوارک است.